# Tournefortia viridiflora
Tournefortia viridiflora är en strävbladig växtart som beskrevs av Nathaniel Wallich. Tournefortia viridiflora ingår i släktet Tournefortia och familjen strävbladiga växter. Inga underarter finns listade i Catalogue of Life.